# Nawożenie
Nawożenie – stosowanie nawozów celem utrzymania lub zwiększenia zawartości w glebie składników pokarmowych potrzebnych roślinom (głównie azot, potas, fosfor) oraz poprawienia właściwości chemicznych, takich jak odczyn gleby, fizykochemicznych, np. zwiększenie zdolności sorpcyjnych, fizycznych, do których należy polepszenie struktury gleby oraz zwiększenie pojemności wodnej, biologicznych poprzez wpływ nawozów na występowanie pożytecznej mikroflory, z którą wiąże się prawidłowy rozkład resztek pożniwnych. 
Nawożenie zapobiega obniżaniu się żyzności gleby, która jest skutkiem wywożenia plonów poza gospodarstwo rolne, a więc i składników mineralnych, z których się te plony składają, procesów erozyjnych, czy wypłukiwania składników w głąb gleby, np. w czasie obfitych opadów.

## Zasady nawożenia
Wybierając sposób nawożenia rośliny uwzględnić należy jej wymagania pokarmowe, czyli najmniejszą ilość składników pokarmowych potrzebną do uzyskania plonu w odpowiedniej wysokości oraz potrzeby nawozowe, które określają rodzaj i ilość nawozu potrzebną w celu uzyskania dobrej jakości plonu w odpowiednich warunkach glebowych (rodzaj gleby, dotychczasowa zawartość składników w glebie) i klimatycznych w konkretnym płodozmianie. Nawożąc należy też starać się zachować równowagę poszczególnych składników w glebie. 
Ogólnie rzecz biorąc, im lepsze roślina ma warunki do wzrostu (cieplne, świetlne, powietrzne, wodne) i im lepsze ma warunki agrotechniczne (uprawa roli, odmiana roślin, odchwaszczanie), tym intensywniejsze nawożenie można zastosować, pamiętając jednak o zachowaniu zasad ochrony środowiska z tym jednak, że lepsze warunki dla wzrostu rośliny oznaczają także, że mniejsza ilość danego składnika pokarmowego jest potrzebna aby uzyskać jednostkę masy plonu. 
Nawozy należy stosować tylko w takich ilościach, które poszczególna roślina może wykorzystać lub które dana gleba może zatrzymać. Zbyt duże dawki, nieodpowiednie proporcje składników pokarmowych lub brak możliwości wykorzystania nawozu w danych warunkach glebowych, przy niedostatku lub nadmiarze wody, niektórych pierwiastków, nieodpowiednim odczynie gleby lub nadmiernym zachwaszczeniu, są przyczyną degradacji siedliska rolniczego oraz zanieczyszczenia środowiska, np. eutrofizacji zbiorników wodnych. Dotyczy to zwłaszcza nawozów mineralnych. 

### Nawozy mineralne
Aby uzupełnić występujący często niedobór jednego lub kilku ze składników pokarmowych w danej glebie, ewentualnie aby zwiększyć plon masy zielonej, stosuje się nawożenie nawozami mineralnymi, wykorzystując zwłaszcza te składniki pokarmowe, które na danej glebie dają zwykle lepsze wyniki produkcyjne. Nieprawidłowa gospodarka nawozami mineralnymi, zwłaszcza nawozami azotowymi i fosforowymi, prowadzić może do przenawożenia rośliny i gromadzenia się w jej tkankach szkodliwych substancji. 

### Oznaczanie potrzeb nawozowych
W Polsce stacje chemiczno-rolnicze określają potrzeby nawozowe roślin oraz zasobność gleb w przyswajalne dla roślin składniki w poszczególnych gospodarstwach, tworząc mapy zasobności gleb. Wielkość dawek na 1 ha powierzchni określić można doświadczalnie lub za pomocą metod chemicznych, fizykochemicznych czy mikrobiologicznych. 
Instytut Uprawy, Nawożenia i Gleboznawstwa w Puławach, podzielił gleby na kompleksy przydatności rolniczej opracowując rozkład przestrzenny warunków glebowych w określonych warunkach klimatycznych. Aby sklasyfikować glebę do określonego kompleksu należy wziąć pod uwagę takie czynniki jak: 
- charakter, właściwości gleby: typ, rodzaj, gatunek; właściwości fizyczne, chemiczne, fizykochemiczne,
- stopień kultury roli,
- warunki klimatyczne,
- stosunki wodno-powietrzne w glebie,
- rzeźba terenu;

Planując wielkość plonu oraz dawkę nawozu należy uwzględnić każdy z wymienionych czynników, ponadto inne, dotyczące gatunku i odmiany uprawianej rośliny, odczynu gleby, czasu siewu, sadzenia oraz stosowanego płodozmianu, właściwości nawozu a także opłacalności nawożenia. Jeżeli chodzi o właściwości nawozów, to wiążą się z tym liczne problemy, jako że stosowanie ich może powodować zmianę odczynu gleby, zasolenie, nawozy mogą być łatwo lub trudno wymywane i przemieszczane.

## Rodzaje nawożenia
- Nawożenie przedsiewne, gdy nawozy wprowadza się do gleby przed siewem roślin, stosując np. orkę lub bronowanie, dzięki czemu są one dokładnie z glebą wymieszane. Większość nawozów używa się właśnie w ten sposób, np. obornik i kompost.
- Nawożenie siewne stosuje się jednocześnie z siewem nasion.
- Nawożenie pogłówne gdzie nawozy są dostarczane do gleby w trakcie wegetacji roślin, często w postaci płynnej (gnojowica, gnojówka itp.). Można tu wyróżnić nawożenie dolistne, gdzie słabo stężony nawóz dostarczany jest bezpośrednio na liście rośliny.
- Można zastosować także nawożenie donasienne, mocząc nasiona w roztworach mikronawozów, zapewniające roślinie dobry start.

## Historia
Nawożenie stosuje się już od kilku tysięcy lat, np. w Chinach, Japonii i krajach arabskich stosowano pudretę, czyli suszone ludzkie fekalia, gdzie były one nawet przedmiotem handlu. W cesarstwie rzymskim i starożytnej Grecji powszechnie używano obornika, kompostów, popiołów drzewnych, wapna, odpadów powstałych przy produkcji oliwy a także nawozów zielonych, czyli uprawy roślin, głównie motylkowatych, łubinu, grochu, wyki. Stosowano tam również różne nawozy w zależności od rośliny, co opisują dzieła Katona Starszego Cenzora (np. O gospodarstwie wiejskim), Kolumelli (dzieło De re rustica), czy Pliniusza Starszego.
W średniowieczu powszechnie stosowano nawożenie obornikiem, pola użyźniano odchodami owiec i bydła trzymanymi na polach, czyli stosowano hurtownie. Jedną z metod nawożenia była gospodarka żarowa i odłogowa. Pod koniec XVIII wieku zaczęto uprawiać rośliny motylkowate jako zielony nawóz. 
Badania prowadzone w latach 1804-1840 przez Justusa von Liebiga (sformułował  prawo minimum związane z nawożeniem), Nicolasa de Saussure'a, Jean Boussingaulta, Konrada Sprengela, doprowadziły do sformułowania w 1840 roku mineralnej teorii odżywiania się roślin, zapoczątkowując tym samym nowoczesną chemię rolną. Z początku stosowano naturalne nawozy mineralne, takie jak saletra chilijska (od roku 1810) czy ptasie guano, wkrótce jednak nastąpił szybki rozwój produkcji przemysłowej nawozów mineralnych, czyli nawozów sztucznych, takich jak superfosfat produkowany w Wielkiej Brytanii od roku 1843 zawierający fosfor, od 1860 roku eksploatowane złoża potasowe, od 1890 w Niemczech nawozy azotowe. 
Wprowadzenie nawożenia mineralnego miało ogromny wpływ na plonowanie roślin. Dla przykładu w Niemczech, między XII a XV wiekiem wysiewając kilogram ziarna zbóż uzyskiwano z niego 3-4 kilogramy plonu, tuż przed rozpoczęciem stosowania nawozów mineralnych, około roku 1800 było to przeciętnie 5-6 kg, czasem na najlepszych glebach nawet 20 kg, a w latach 70. XX wieku, gdy nawozy mineralne były stosowane powszechnie, już 30 do 40 kilogramów. 
W Zachodniej Europie w roku 1890 istniały kluby rolników, którzy dzięki opracowaniu specjalnych metod nawożenia osiągali plony 10 t pszenicy z 1 ha (w Polsce w roku 2002 średni plon pszenicy wyniósł niecałe 4 tony z hektara) przez długi czas bez pogarszania jakości gleby. 
Teoretyczne podstawy stosowania nawozów zielonych dało odkrycie w roku 1888 przez Martinusa Beijerincka, Adama Prażmowskiego i Hermana Hellriegela zdolności do wiązania wolnego azotu atmosferycznego przez bakterie brodawkowe Rhizobium, żyjące w korzeniach roślin motylkowatych. 

### Polska
W roku 1819 ukazał się w Polsce pierwszy podręcznik dotyczący nawożenia, autorstwa Michała Oczapowskiego, pt. Zasady chemii rolniczej. W roku 1922 w Chorzowie a w 1928 w Mościcach rozpoczęto produkcję nawozów azotowych.